# كامل الدسم (مسرحية)
كامل الدسم هي مسرحية كويتية كوميدية عرضت عام 1994 من بطولة طارق العلي، أحمد جوهر، علي سلطان، نواف الشمري، شعبان عباس، بدر الطيار وهي من تأليف المنتج بدر المحارب.